# Denso-mapcode
Denso-mapcode (niet te verwarren met mapcode, een soortgelijk internationaal systeem) is een coördinatensysteem dat in 1997 door Denso werd ontwikkeld voor Japanse navigatiesystemen. De meeste gebouwen in Japan hebben namelijk geen opeenvolgende huisnummers, maar krijgen een nummer gebaseerd op anciënniteit, waardoor het moeilijk kan zijn een locatie te vinden zelfs als het adres bekend is. Het systeem wordt toegepast in bijna alle Japanse (auto)navigatiesystemen.
Denso verdeelde Japan in 1162 zones, elke zone in 900 blokken en elk blok in 900 gebieden. Een Denso-mapcode bestaat uit het zonenummer (maximaal 4 cijfers), het bloknummer (altijd 3 cijfers) en het nummer van het gebied (altijd 3 cijfers). De combinatie levert een numerieke code van maximaal 10 cijfers op. Dit getal is gemakkelijker in te voeren in een navigatiesysteem dan bijvoorbeeld een (Japans) adres of de lengte- en breedtegraad. 
Omdat de codes vaak nog te grof bleken om een specifiek adres te vinden, werd in 2004 een uitbreiding toegevoegd: door een extra asterisk en twee extra cijfers toe te voegen kan een specifieke cel van 9 vierkante meter binnen een gebied worden aangeduid.
Overigens kent Japan ook het systeem om het doeladres op te geven via het vaste telefoonnummer. Veel telefoonnummers zijn gekoppeld aan locatiegegevens. Een database met deze gegevens bevindt zich in het navigatiesysteem.